# جيفري فورد
جيفري فورد (بالإنجليزية: Jeffrey Ford)‏‏ (8 نوفمبر 1955 في ويست إسليب، نيويورك - ) روائي، وكاتب مقالات، وكاتب، ومدرس، وكاتب خيال علمي من الولايات المتحدة.

## الجوائز
- جائزة إدغار
- جائزة عالم الخيال لأفضل رواية [الإنجليزية]‏
- جائزة عالم الخيال لأفضل مجموعة  [لغات أخرى]‏
- World Fantasy Award—Short Fiction [الإنجليزية]‏
- جائزة نيبولا لأفضل رواية قصيرة [الإنجليزية]‏
- جائزة عالم الخيال لأفضل رواية قصيرة [الإنجليزية]‏
- جائزة عالم الخيال لأفضل مجموعة  [لغات أخرى]‏
- جائزة عالم الخيال لأفضل رواية [الإنجليزية]‏
- Grand prix de l'Imaginaire [الإنجليزية]‏